# ArenAPoort
ArenAPoort is de nieuwe benaming van een gebied in de gemeente Amsterdam, in de Nederlandse provincie Noord-Holland, dat de ArenA Boulevard en de Amsterdamse Poort (Amsterdam) beslaat.

## Beschrijving
ArenAPoort wordt gescheiden én verbonden door de spoorlijn en het stationsgebied van station Amsterdam Bijlmer ArenA. Aan de westkant sluit het ArenA-deel in het noorden aan op 2 sportparken en in het westen op een gebied waarvan de functie voornamelijk uit werken bestaat (Amstel III). Aan de oostzijde van de spoorlijn ligt voornamelijk woon- en winkelgebied.

## Beheer
Sinds 2008 is het beheer van het ArenAPoort-gebied de verantwoordelijkheid van stadsdeel Zuidoost.

## Bekende locaties
Het ArenAPoort-gebied bevat enkele nationaal bekende locaties zoals de Johan Cruijff ArenA, thuisbasis van AFC Ajax, de Ziggo Dome en de AFAS Live.